# Sima (Komory)
Sima – miasto w Komorach, na wyspie Anjouan. W 2003 roku liczyło 7 702 mieszkańców. Stanowi ośrodek przemysłu spożywczego i odzieżowego.